# Antônio Rebello Júnior
Antônio Rebello Junior, também conhecido como Engole Garfo (Santos, 22 de fevereiro de 1906 — 1996) foi um remador brasileiro. 
Começou a remar no Clube de Regatas Vasco da Gama, do qual foi um dos fundadores, em 1924. Foi campeão brasileiro no skiff, em 1928.
Foi atleta do Club de Regatas do Flamengo de 1931 a 1934, tendo o nome gravado na Calçada da Fama do clube.
Completou a travessia Rio-Santos em cinco dias, em 1932, com Ângelo Gammaro e Alfredo Correia.
Participou dos Jogos Olímpicos de Verão de 1932 em Los Angeles, ficando em oitavo lugar na primeira eliminatória, com o tempo de 6m52s2 na prova de oito com. Junto com Fernando Nabuco de Abreu e José Pichler de Campos foi um dos três primeiros representantes rubro-negros em Olimpíadas.
Em 1935 voltou para o Vasco da Gama, chegando a presidente do clube. 
Trabalhava no comércio e faleceu em decorrência de um acidente vascular cerebral.